# مقاطعة سوتر (كاليفورنيا)
مقاطعة سوتتر (بالإنجليزية: Sutter County)‏ هي إحدى مقاطعات ولاية كاليفورنيا في الولايات المتحدة الأمريكية.

## أعلام
- إدوين إي. روبرتس